# Grand Prix moto d'Ulster 1957
Le Grand Prix moto d'Ulster 1957 est la cinquième manche du Championnat du monde de vitesse moto 1957. La compétition s'est déroulée le 10 août 1957 sur le Circuit de Dundrod dans le Comté d'Antrim (Irlande). C'est la 29e édition du Grand Prix moto d'Ulster et la 9e édition comptant pour le championnat du monde.

## Résultats des 500 cm³
| Pos | Pilote             | Moto       | Temps/Écart       | Points |
| --- | ------------------ | ---------- | ----------------- | ------ |
| 1   | Libero Liberati    | Gilera     | 1 h 37 min 11 s 8 | 8      |
| 2   | Bob McIntyre       | Gilera     | + 37 s 2          | 6      |
| 3   | Geoff Duke         | Gilera     | + 59 s 2          | 4      |
| 4   | Geoff Tanner       | Norton     | + 2 min 58 s 2    | 3      |
| 5   | Keith Bryen        | Moto Guzzi | + 3 min 22 s 2    | 2      |
| 6   | Terry Shepherd     | MV Agusta  | + 4 min 27 s 2    | 1      |
| 7   | Robert Matthews    | Norton     | + 1 tour          |        |
| 8   | Jimmy Buchan Jr.   | Norton     | + 1 tour          |        |
| 9   | John Clark         | Moto Guzzi | + 1 tour          |        |
| 10  | Jackie Joseph Wood | Norton     | + 1 tour          |        |
| 11  | ...                | ...        |                   |        |

## Résultats des 350 cm³
| Pos | Pilote          | Moto       | Temps         | Points |
| --- | --------------- | ---------- | ------------- | ------ |
| 1   | Keith Campbell  | Moto Guzzi | 1 h 44 min 22 | 8      |
| 2   | Keith Bryen     | Moto Guzzi | + ?           | 6      |
| 3   | Libero Liberati | Gilera     | + ?           | 4      |
| 4   | John Hartle     | Norton     | + ?           | 3      |
| 5   | Dave Chadwick   | Norton     | + ?           | 2      |
| 6   | Fron Purslow    | Norton     | + ?           | 1      |
| 7   | ...             | ...        | + ?           |        |

## Résultats des 250 cm³
| Pos | Pilote         | Moto       | Temps           | Points |
| --- | -------------- | ---------- | --------------- | ------ |
| 1   | Cecil Sandford | FB Mondial | 1 h 04 min 06 s | 8      |
| 2   | Dave Chadwick  | MV Agusta  | + ?             | 6      |
| 3   | Tommy Robb     | NSU        | + ?             | 4      |
| 4   | Bob Brown      | NSU        | + ?             | 3      |
| 5   | David Andrews  | NSU        | + ?             | 2      |
| 6   | Sammy Hodgins  | Velocette  | + ?             | 1      |
| 7   | ...            | ...        | + ?             |        |

## Résultats des 125 cm³
| Pos | Pilote            | Moto       | Temps       | Points |
| --- | ----------------- | ---------- | ----------- | ------ |
| 1   | Luigi Taveri      | MV Agusta  | 56 min 43 s | 8      |
| 2   | Tarquinio Provini | FB Mondial | + ?         | 6      |
| 3   | Remo Venturi      | MV Agusta  | + ?         | 4      |
| 4   | Dave Chadwick     | MV Agusta  | + ?         | 3      |
| 5   | Sammy Miller      | FB Mondial | + ?         | 2      |
| 6   | Bill Webster      | MV Agusta  | + ?         | 1      |
| 7   | ...               | ...        | + ?         |        |